# Carpe Jugulum
Carpe Jugulum es la vigésimo tercera novela de Mundodisco, escrita por Terry Pratchett, publicada inicialmente en 1998.
En esta novela, Terry Pratchett satiriza los vampiros tradicionales de la literatura, jugando con el arquetipo de este, y mostrando unos vampiros más modernos que beben vino, comen ajo, pueden soportar imágenes sacras y hasta pueden quedarse bajo el sol hasta el mediodía. El título juega con la frase Carpe diem (que se traduce como "agárrate al día" y que habla de disfrutar la vida), cambiada por el autor a Carpe jugulum, "agárrate a la garganta".

## Argumento
La hija de Magrat y el Rey Verence II de Lancre ha nacido, por lo que organizan una gran ceremonia de nombramiento, invitando a mucha gente importante, entre ellos a los magos de la Universidad Invisible; la familia aristocrática Magpyr de Überwald, y por supuesto al Aquelarre de Lancre, Yaya Ceravieja, Tata Ogg y Agnes Nitt.
Los problemas se incrementan cuando Yaya desaparece misteriosamente antes del nombramiento (aunque Magrat le había pedido que sea la madrina de su hija), y a esto se suma que va dando a conocer que la familia >Urrácula es de vampyros, una especie de vampiros que parece bastante razonable en su manera de tratar a la gente (razonable como un empleado gubernamental que atiende en un mostrador, y que se apega a las reglas), y que de a poco van tomando control de la región de Lancre. Los únicos que parecen capaces de resistir el poder hipnótico de los Urrácula y su cohorte de vampiros, son Agnes Nitt y el sacerdote omniano Poderoso Avenas quien dirigió la ceremonia de nombramiento de la hija de Magrat (ambos debido a sus propios problemas de desorden de personalidad múltiple).
Al parecer es imposible derrotar a los Urrácula por los medios tradicionales, ya que no les molesta el ajo, las imágenes santas no los hacen retroceder, comen alimentos tradicionales, pueden caminar a la luz del día, y son expertos en el hipnotismo en masas (por lo que encantan a cualquiera que se acerque lo suficiente a ellos). Los vampyros identifican (previamente a su viaje a Lancre) a Yaya como su peor enemigo a derrotar, e intentarán resolver este problema de cualquier manera posible. 
Mientras Yaya desaparece, Tata se hace cargo de la posición de Arpía, Magrat de la posición de Madre y Agnes de la posición de Doncella, para poder enfrentarse a esta amenaza, y se dirigen a la región de Überwald para cortar el problema de raíz. 
Cuando Yaya aparece, recibirá la ayuda de Poderoso Avenas, un sacerdote que confía en su dios (Om, detallado en Dioses Menores), algo que no cuadra muy bien con las creencias de Yaya.

## Traducciones
- Захапи за врата (Búlgaro)
- Pluk de strot (Holandés) (Aferrate a la garganta)
- Carpe Jugulum (Checo, Estonio, Francés, Polaco)
- Carpe Jugulum. Хватай за горло! (Ruso)
- Ruhig Blut! (Alemán)